# Бюльбюль-товстодзьоб чубатий

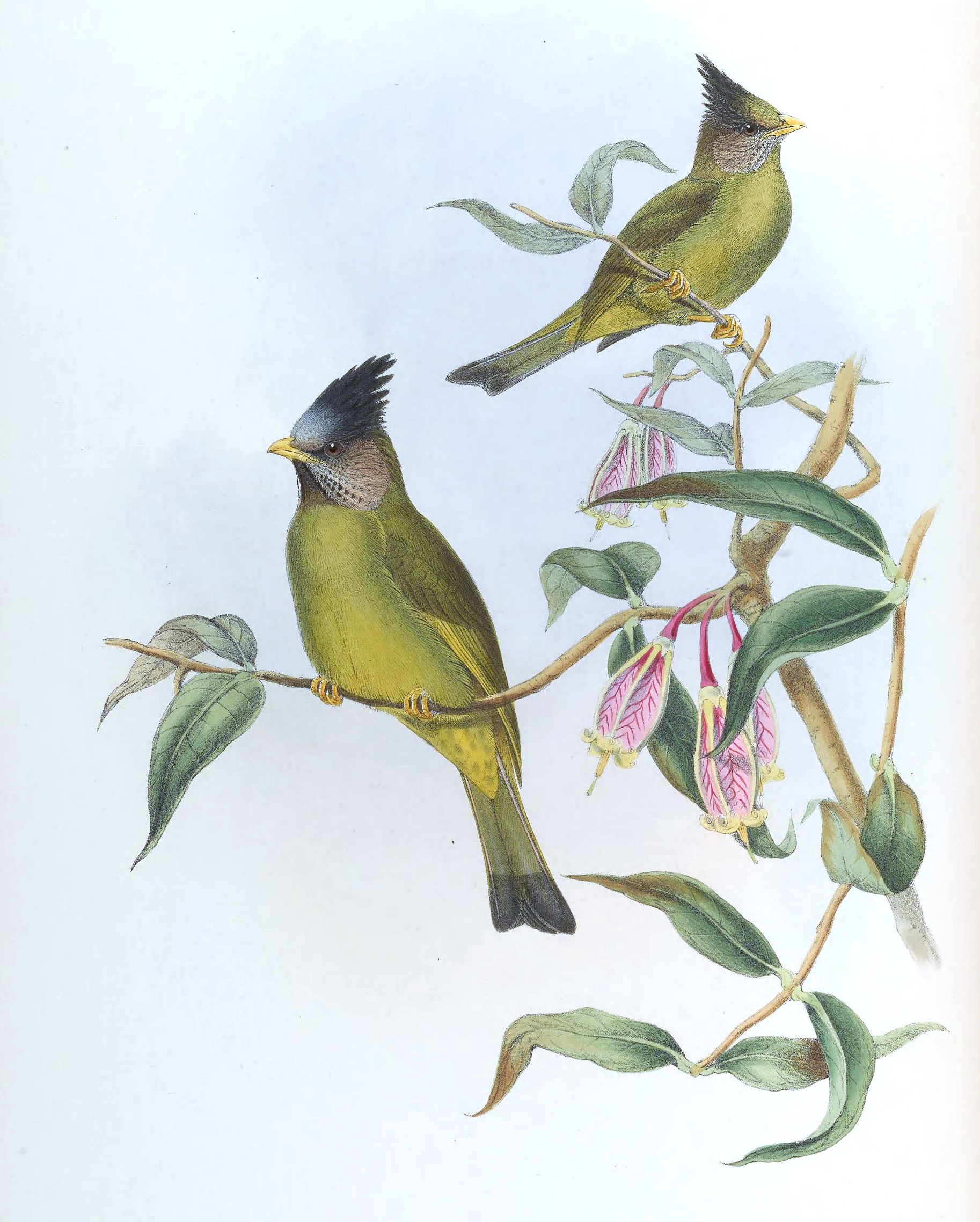
Чубаті бюльбюлі-товстодзьоби

Бюльбю́ль-товстодзьоб чубатий (Spizixos canifrons) — вид горобцеподібних птахів родини бюльбюлевих (Pycnonotidae). Мешкає в Південно-Східній Азії.

## Опис
Довжина птаха становить 22 см. Забарвлення переважно оливкове, голова і горло чорнуваті, скроні сірі, на хвості чорна смуга. На голові великий чорний чуб. У молодих птахів голови бурі зі світло-коричневими кронями.

## Підвиди
Виділяють два підвиди:
- S. c. canifrons Blyth, 1845 — Північно-Східна Індія і західна М'янма;
- S. c. ingrami Bangs & Phillips, JC, 1914 — східна М'янма, Юньнань, північно-західний Таїланд і північний Індокитай.

## Поширення і екологія
Чубаті бюльбюлі-товстодзьоби мешкають в Індії, Китаї, М'янмі, Бангладеш, Таїланді, Лаосі і В'єтнамі. Вони живуть в гірських і рівнинних вологих тропічних лісах та у високогірних чагарникових заростях. Зустрічаються на висоті від 1200 до 4000 м над рівнем моря. Живляться насінням, плодами і комахами. Сезон розмноження триває з березня по липень.